# Campylopus lorentzii
Campylopus lorentzii là một loài rêu trong họ Dicranaceae. Loài này được M. Fleisch. W. Schultze-Motel mô tả khoa học đầu tiên năm 1963.